# Rodolphe de Hemricourt de Grunne
Rodolphe Ghislain Charles de Hemricourt de Grunne (ur. 18 listopada 1911 w Etterbeek, zm. 21 maja 1941 nad północną Francją) – belgijski wojskowy, pilot wojskowy Royal Air Force podczas II wojny światowej.

## Życiorys
Był synem belgijskiego księcia Charlesa de Grunne i francuskiej księżnej Marie de Montalembert. Po wybuchu I wojny światowej w 1914 r., jego rodzice wyjechali do Wielkiej Brytanii, a następnie do Francji. W Paryżu R.G. Ch. de Hemricourt de Grunne chodził do szkoły. Pod koniec 1918 r. jego rodzina powróciła do Belgii, gdzie zamieszkała w Aalter. Wkrótce R.G. Ch. de Hemricourt de Grunne wyjechał do Casablanki, studiować rolnictwo. Po powrocie do Belgii wstąpił do armii belgijskiej, próbując dostać się do lotnictwa wojskowego. Jednakże z powodu wady wzroku jego wniosek został odrzucony. Służył w pułku kawalerii Régiment des Guides w latach 1933–1934. W 1935 r. został pilotem cywilnym.
Na pocz. października 1936 r., jako żarliwy katolik, przyjechał do ogarniętej wojną domową Hiszpanii, wstępując do wojsk nacjonalistycznych gen. Francisco Franco. Służył w Centuria Argentina (oddziale złożonym głównie z ochotników argentyńskich) w składzie 1 Bandery falangistów. 23 listopada 1936 r. został ranny. Podczas leczenia w szpitalu w Burgos spotkał hiszpańskiego lotnika, który – po dowiedzeniu się, że ranny Belg jest cywilnym lotnikiem i arystokratą – pomógł mu w przejściu do hiszpańskiego lotnictwa wojskowego. Do lutego 1937 r. przeszedł szkolenie w szkole lotniczej w Sewilli, po czym dostał przydział do jednostki lotniczej operującej w rejonie Saragossy. Latał na samolotach rozpoznawczych Heinkel He 46. Następnie został przeniesiony do jednostki myśliwskiej na froncie aragońskim wyposażonej w samoloty Heinkel He 51. Z kolei 1 listopada 1937 r. przeszedł do kolejnej jednostki myśliwskiej w Saragossie walczącej na somolotach Roméo 37. W szkole lotniczej w Sewilli przezbrojono ją w nowocześniejsze myśliwce Fiat CR.32. 12 marca 1938 r. koło Hijar R.G. Ch. de Hemricourt de Grunne uzyskał pierwsze zwycięstwo lotnicze, zestrzeliwując republikańskiego I-15. Do końca wojny w marcu 1939 r. ogółem zestrzelił 14 nieprzyjacielskich samolotów. 15 maja tego roku uczestniczył w paradzie w Madrycie.
Na pocz. czerwca 1939 r. powrócił do Belgii, gdzie we wrześniu został zmobilizowany do wojska. Służył w kompanii rowerowej w składzie jednej z dywizji piechoty. Z powodu protestu został przeniesiony do szkoły lotniczej w Deurne. Po przeszkoleniu trafił do najnowocześniejszej jednostki lotniczej wyposażonej w myśliwce Hawker Hurricane. Od lutego 1940 r. patrolował niebo nad Belgią. 12 marca tego roku zaatakował niemiecki samolot rozpoznawczy Dornier Do 17, ale wskutek zacięcia się karabinów nie mógł go zestrzelić. W kwietniu został ranny w wypadku samochodowym. Po agresji wojsk niemieckich na Belgię 10 maja, dwa dni później powrócił do swojej jednostki lotniczej, ale wszystkie samoloty były już zniszczone przez Niemców. W związku z tym wraz z innymi pilotami wyjechał do południowej Francji w celu odebrania nowych samolotów.
Po klęsce Francji 22 czerwca 1940 r., przedostał się do Wielkiej Brytanii. Już 4 sierpnia trafił do brytyjskiej jednostki myśliwskiej w Biggin Hill wyposażonej w samoloty Hawker Hurricane. Zestrzelił jednego Bf 109E, zaś drugiego uszkodził. Zaliczył też wspólne zestrzelenie Do 17. 18 sierpnia nad Ruckinge został jednak zestrzelony i poważnie poraniony. Po kilku miesiącach leczenia w Wielkiej Brytanii, wysłano go na dalsze leczenie do Portugalii. W rzeczywistości emigracyjne władze belgijskie w Londynie zamierzały wykorzystać go do tajnych akcji szpiegowskich w Hiszpanii. Nie zgodził się na to ze względu na niechęć do szpiegostwa i działania przeciwko niedawnym hiszpańskim towarzyszom broni. Po powrocie do Wielkiej Brytanii w kwietniu 1941 r., ponownie zaczął latać na myśliwcach. Podczas jednego z lotów nad północną Francją 21 maja tego roku został zaskoczony przez niemiecki Bf 109E i zestrzelony nad morzem.